# Foras na Gaeilge
Foras na Gaeilge es un organismo intergubernamental para la promoción del idioma irlandés, establecido el 2 de diciembre de 1999 como responsable de la promoción de dicha lengua por toda la isla de Irlanda. Asumió las funciones de otros organismos (Bord na Gaeilge, An Gúm y An Coiste Téarmaíochta) que anteriormente habían dependido del Gobierno de Irlanda.
El ente forma parte del North/South Language Body y fue formado como organismo transfronterizo Norte-Sur tras ser así firmado en el Acuerdo de Viernes Santo, donde se comprometía a supervisar el fomento de las lenguas maternas en toda la isla de Irlanda. Foras na Gaeilge promueve el irlandés, así como su contraparte Tha Boord o Ulstèr-Scotch promueve el idioma escocés del Úlster (la variedad del Úlster del idioma escocés) y los asuntos relacionados con la cultura escocesa del Úlster.
La institución también ejerce una función consultiva en materias referentes a la lengua irlandesa tanto en los sectores públicos como privados de la República de Irlanda (donde el irlandés es la primera lengua oficial) e Irlanda del Norte (donde está considerada una lengua regional).